# Peugeot iOn

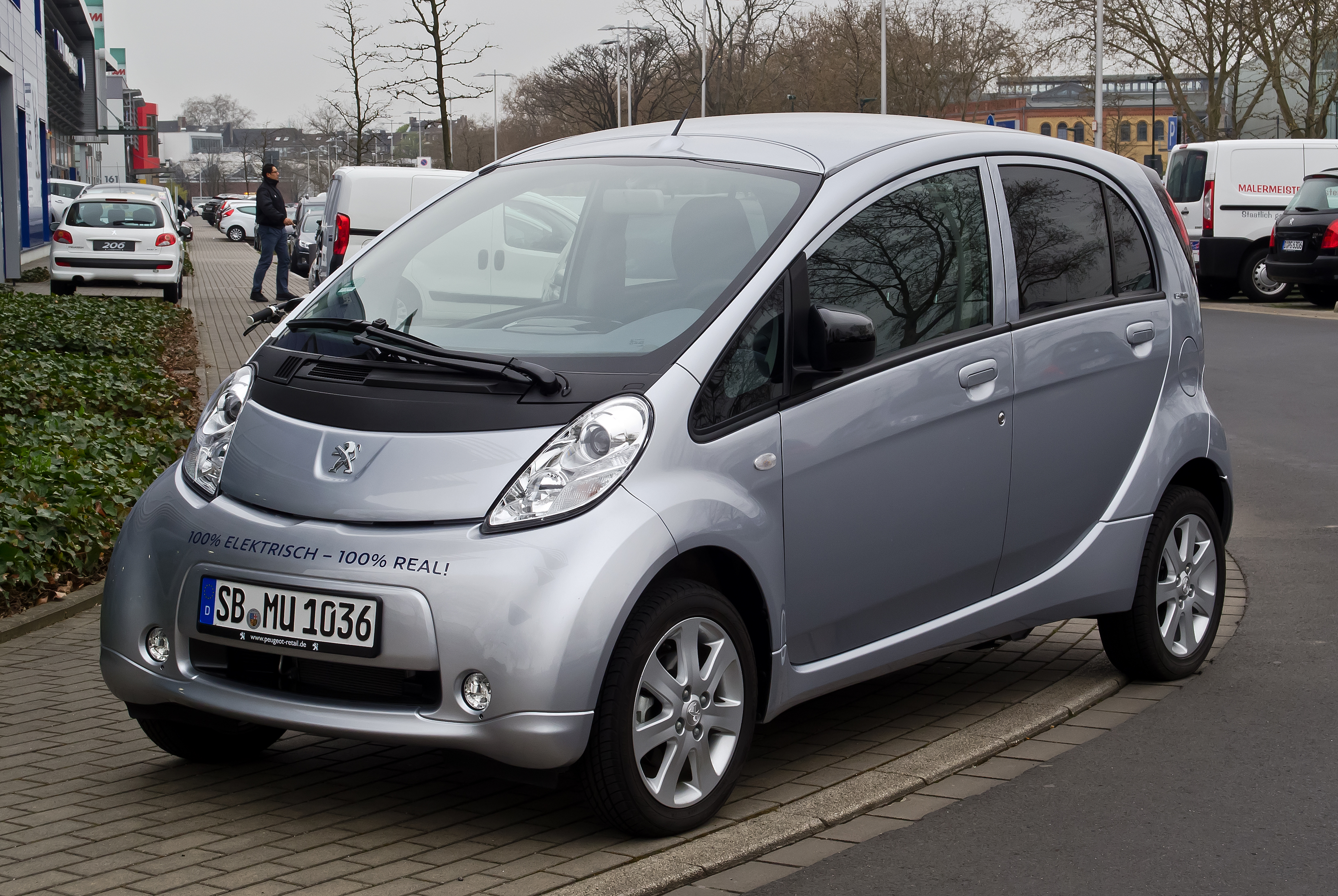
Peugeot iOn, kwiecień 2012

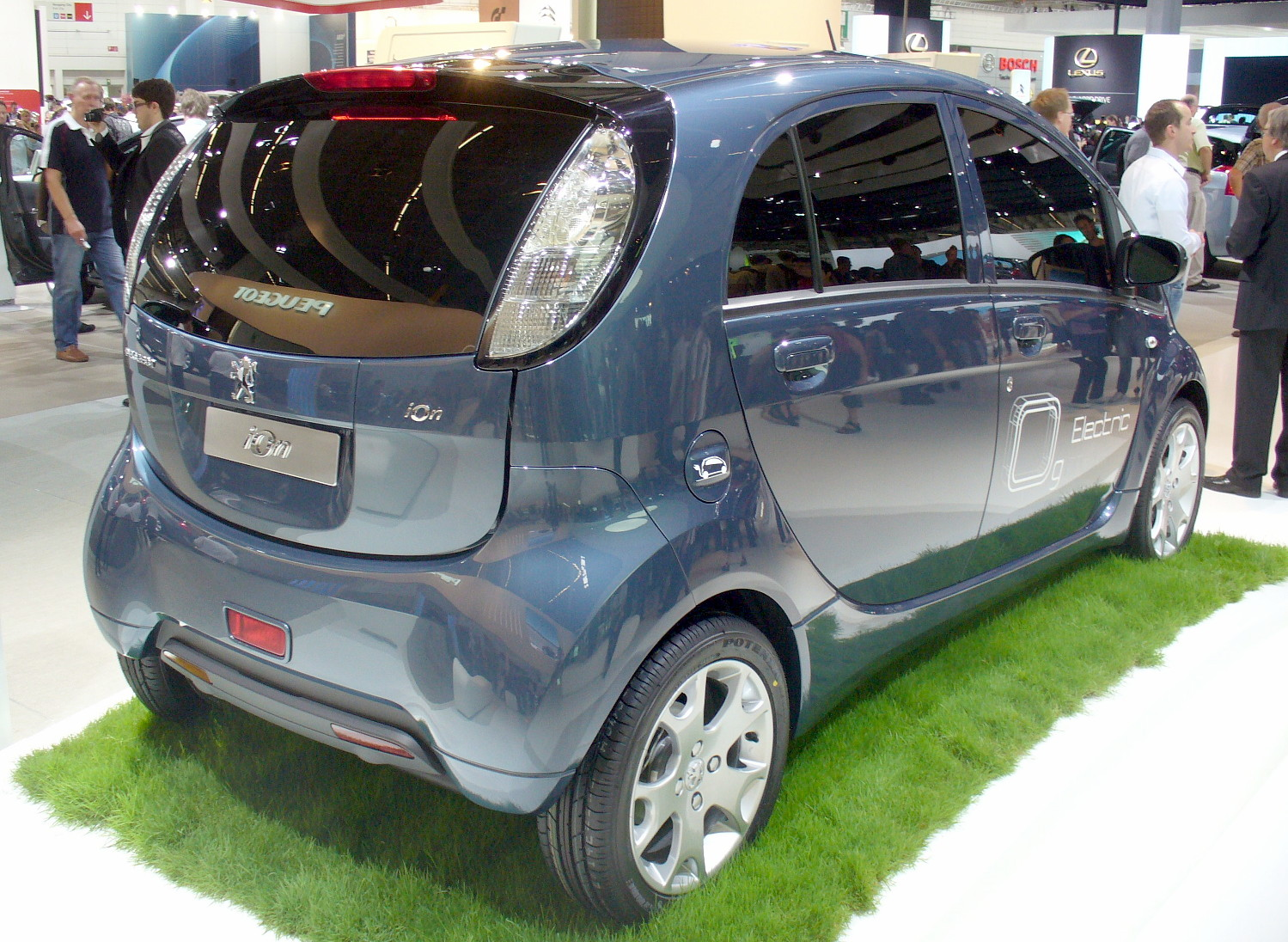
widok z tyłu

Peugeot iOn – samochód elektryczny, produkowany od 2010 roku przez Mitsubishi na zlecenie koncernu PSA. Auto jest napędzane silnikiem synchronicznym z magnesami trwałymi o mocy 49 kW, zasilanym z akumulatorów litowo-jonowych. Samochód po naładowaniu może w rzeczywistych warunkach przejechać zwykle około 100-150 km. iOn osiąga maksymalnie 130 km/h, a do 100 km/h rozpędza się w około 16 sekund.
Konstrukcyjnie Peugeot iOn (podobnie jak Citroën C-ZERO) bazuje na modelu Mitsubishi i-MiEV. 
W 2011 r. cena samochodu w Polsce wynosiła 145 386 zł. Model wyposażony jest w m.in. ABS, ESP, komplet poduszek powietrznych, klimatyzację z filtrem przeciwpyłkowym i immobiliser. W 2012 r. cena została obniżona do 121 770 zł.
Całkowita sprzedaż tego modelu w Europie w latach 2010-2012 oceniana jest na około 5 tys. sztuk.